# Classe Type 1

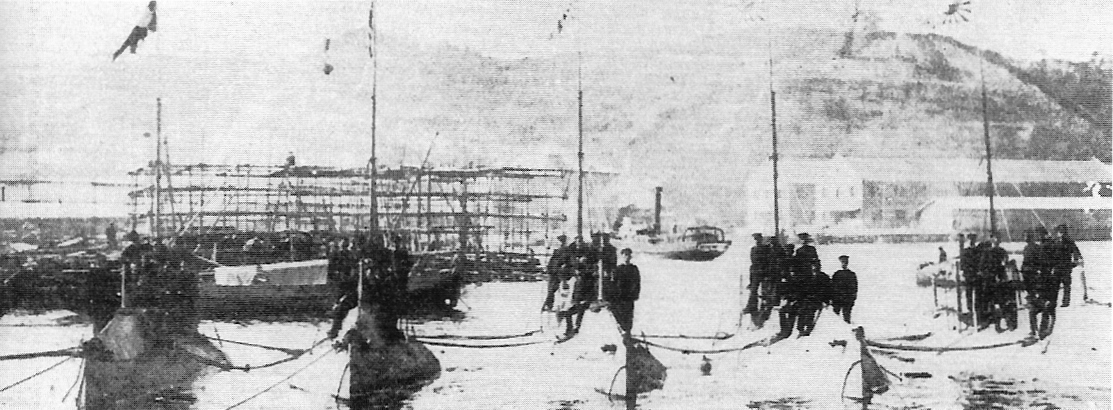
Les cinq vaisseaux de la première flotte de sous-marins japonais (tous de Classe Holland), assemblés par lors de la revue navale d'octobre 1905.

Le Type 1 (第一型潜水艦, Daiichi-gata sensuikan) est la première classe de sous-marins japonais. Elle est composée de cinq vaisseaux, des sous-marins de la classe Holland modifiés, construits aux États-Unis.

## Contexte géopolitique
Le gouvernement japonais sait que la marine impériale russe a acquis le Fulton, un prototype de la classe Plunger américaine, en 1904 et a commandé six sous-marins supplémentaires, conçus par le chantier naval Electric Boat de Groton et construits en Russie grâce à un financement d'urgence afin d'être déployés pendant la guerre russo-japonaise. Ces vaisseaux, connus sous le nom de classe Som, sont assemblés à Saint-Pétersbourg et sont conçus pour être transportables par train.
Afin de contrer cette menace navale, la marine impériale japonaise entre également en contact avec le chantier naval Electric Boat de Groton et son sous-traitant le chantier naval Fore River de Quincy, pour la construction de cinq sous-marins Type VII, un engin plus avancé que la version russe, qui a été développé au chantier naval de Crescent (en) de Lewis Nixon. Ces navires étaient initialement destinés à répondre au contrat de la classe B de la marine américaine, mais n'avaient pas été retenus.

## Construction et histoire
Ces vaisseaux sont construits au chantier naval Fore River de Quincy d'août à octobre 1904. Arthur Leopold Busch (en) supervise la construction, leur démontage, leur transport par chemin de fer jusqu'à Seattle, leur convoyage jusqu'à Yokohama et leur remontage à l'arsenal naval de Yokosuka. Le projet est exécuté dans le secret absolu car les États-Unis sont officiellement neutres dans la guerre russo-japonaise.
Les vaisseaux arrivent démontés au Japon le 12 décembre 1904, aux chantiers de Yokahama. L'opération prend douze mois au total et les sous-marins sont complètement remontés et prêts au combat en août 1905. Frank Cable (en), un électricien travaillant pour les compagnies Exide et Electro-Dynamic d'Isaac Rice, arrive six mois après Busch pour former la marine impériale japonaise à ces nouveaux sous-marins. Cependant, comme les hostilités avec la Russie sont presque terminées, aucun de ces sous-marins ne combat durant la guerre. Busch est décoré de l'ordre du Soleil levant (4e classe) par l'empereur Meiji pour ses services. Les sous-marins sont principalement utilisés pour des missions d'entraînement. Le quatrième coule à Kure à cause d'une explosion de carburant le 14 novembre 1916 mais est renfloué, réparé et remis en service.

## Vaisseaux de la classe
- Sous-marin japonais N°1 (第一潜水艇, Dai-ichi sensuikan?), commandé le 30 novembre 1904; lancé le 20 mars 1905; armé le 31 juillet 1905; reclassé comme sous-marin de 2e classe le 4 août 1916, reclassé comme sous-marin de 3e classe la 1er avril 1919; déclassé le 30 avril 1921[5]
- Sous-marin japonais N°2 (第二潜水艇, Dai-ni sensuikan?), commandé le 1er décembre 1904; lancé le 2 mai 1905; armé le 5 septembre 1905; reclassé comme sous-marin de 2e classe le 4 août 1916, reclassé comme sous-marin de 3e classe la 1er avril 1919; déclassé le 30 avril 1921[5]
- Sous-marin japonais N°3 (第三潜水艇, Dai-san sensuikan?), commandé le 30 novembre 1904; lancé le 16 mai 1905; armé le 5 septembre 1905; reclassé comme sous-marin de 2e classe le 4 août 1916, reclassé comme sous-marin de 3e classe la 1er avril 1919; déclassé le 1er avril 1921[5]
- Sous-marin japonais N°4 (第四潜水艇, Dai-yon sensuikan?), commandé le 4 novembre 1904; lancé le 27 mai 1905; armé le 1er octobre 1905; reclassé comme sous-marin de 2e classe le 4 août 1916, reclassé comme sous-marin de 3e classe la 1er avril 1919; déclassé le 1er avril 1921[5]
- Sous-marin japonais N°5 (第五潜水艇, Dai-go sensuikan?), commandé le 30 novembre 1904; lancé le 13 mai 1905; armé le 1er octobre 1905; reclassé comme sous-marin de 2e classe le 4 août 1916, reclassé comme sous-marin de 3e classe la 1er avril 1919; déclassé le 1er avril 1921[5]